# Paradagmaritopsis
Paradagmaritopsis es un género de foraminífero bentónico de la Subfamilia Paradagmaritinae, de la Familia Globivalvulinidae, de la Superfamilia Globivalvulinoidea, del Suborden Endothyrina, del Orden Endothyrida, de la Subclase Fusulinana y de la Clase Fusulinata. Su especie tipo es Paradagmaritopsis kobayashii.  Su rango cronoestratigráfico abarca desde el Wuchiapingiense superior hasta el Changhsingiense (Pérmico superior).

## Discusión
Clasificaciones previas hubiesen incluido Paradagmaritopsis la Subfamilia Dagmaritinae, de la Familia Biseriamminidae, de la Superfamilia Palaeotextularioidea, del Suborden Fusulinina y del Orden Fusulinida.

## Clasificación
Paradagmaritopsis incluye a la siguiente especie:
- Paradagmaritopsis kobayashii †